# Élections municipales de 2019 à Barcelone
Les élections municipales espagnoles ont lieu le 26 mai 2019 à Barcelone.

## Contexte
Les élections municipales, qui se tiennent le 26 mai 2019, sont les premières élections depuis la crise catalane, survenue fin 2017 et les élections au Parlement de Catalogne. Elles se déroulent en parallèle des élections européennes.
Les précédentes élections municipales à Barcelone, en 2015, avaient vu la victoire du bloc de gauche, qui avait obtenu deux sièges de plus que la majorité absolue (21 sièges) et mis fin au seul gouvernement de droite connu par la ville depuis la transition démocratique. Cette alliance de gauche avait permis à Ada Colau de devenir maire et aux onze conseillers de sa liste Barcelone en commun de gouverner, en composant avec les cinq conseillers de la Gauche républicaine de Catalogne (ERC), les quatre conseillers du Parti des socialistes de Catalogne (PSC) et les trois conseillers de la Candidature d'unité populaire (CUP).

### Candidats
En avril 2018, le parti Ciutadans propose au PSC ainsi qu'au PPC une candidature unique des partis anti-indépendances avec comme tête de liste Manuel Valls, ancien Premier ministre français d'origine catalane et pleinement opposé à l'indépendance de la région. Le PSC refuse, maintenant que leur candidat sera bien Jaume Collboni.
Le 25 septembre 2018, après plusieurs mois de spéculations, Manuel Valls annonce sa candidature et démissionne de ses mandats en France. Il finit par obtenir 13,2 % des voix, largement devancé par Ernest Maragall (21 %), candidat du parti indépendantiste de la Gauche républicaine de Catalogne (ERC), et par Ada Colau (21 %), la maire sortante de Barcelone.

## Sondages
| Institut             | Date              | BComú  | CDC · PDeCAT | Cs     | ERC    | PSC    | PP    | CUP   | Vox   | JuntsxCat |
| -------------------- | ----------------- | ------ | ------------ | ------ | ------ | ------ | ----- | ----- | ----- | --------- |
| IMOP/El Confidencial | 14-17 mai 2019    | 21,5 % | -            | ?      | 22 %   | 17,3 % | 4,5 % | ?     | 2,5 % | ?         |
| Feedback             | 2 mai 2019        | 19,6 % | -            | 15,9 % | 20,8 % | 18 %   | 6,7 % | 3,2 % | -     | 9,1 %     |
| Metropoli Abierta    | 21-28 mars 2019   | 20,4 % | -            | 10,8 % | 23,8 % | 16,6 % | 4,5 % | 6,6 % | -     | 13,8 %    |
| Time Consultants     | 23 février 2019   | 19,4 % | -            | 13,3 % | 25,6 % | 13,6 % | 4,6 % | 6,5 % | -     | 11,6 %    |
| Feedback             | 21 février 2019   | 15,4 % | -            | 16,5 % | 20,9 % | 16,3 % | 5,1 % | 5,6 % | -     | 11,9 %    |
| Time Consultants     | 29 novembre 2018  | 17,8 % | 9,9 %        | 15 %   | 26,6 % | 16 %   | 3,3 % | 6 %   | -     | -         |
| Gesop                | 4 octobre 2018    | 19,5 % | 11,5 %       | 15,5 % | 23,5 % | 13,5 % | 4 %   | 8 %   | -     | -         |
| GAD3                 | 7 juin 2018       | 21,8 % | 11,4 %       | 19,9 % | 17,6 % | 15,4 % | 4,1 % | 5 %   | -     | -         |
| Mairie de Barcelone  | juin 2018         | 16,2 % | 5,6 %        | 5,2 %  | 12,4 % | 6,1 %  | 0,6 % | 3,6 % | -     | -         |
| Gesop                | mai 2018          | 20,9 % | 13,7 %       | 18 %   | 18 %   | 11,6 % | <5 %  | 9,4 % | -     | -         |
| Time Consultants     | 27 avril 2018     | 17,3 % | 17,7 %       | 17,5 % | 21 %   | 13,3 % | 2,7 % | 8,1 % | -     | -         |
| NC Report            | 18 septembre 2017 | 17,6 % | 13,3 %       | 17,4 % | 19,3 % | 14,8 % | 7,6 % | 6,2 % | -     | -         |

## Résultats
À l'issue de cette élection, le bloc de gauche arrive nettement en tête et gagne cinq sièges de plus qu'en 2015, soit sept de plus que la majorité absolue. En son sein, ERC progresse fortement, arrivant en tête en nombre de voix et passant à dix sièges. Barcelone en commun obtient le même nombre de sièges, les socialistes en gagnent quatre et la CUP perd ses trois sièges, sortant ainsi du conseil municipal.
Cependant, alors qu'Ernest Maragall (ERC), dont la liste est arrivée en tête, était pressenti pour devenir maire de Barcelone avec les votes des deux autres formations de gauche selon le schéma de 2015, plusieurs formations politiques réorientent les discussions post-électorales vers l'opposition indépendantistes contre unionistes, très prégnante en Catalogne depuis la crise de fin 2017. Le PSC, au positionnement unioniste, refuse ainsi de voter en faveur de l'investiture d'Ernest Maragall, dont le parti est indépendantiste. De même, Manuel Valls, tête de liste du parti de centre droit Ciudadanos, lui aussi unioniste, se déclare prêt à voter en faveur d'une réélection d'Ada Colau, pour éviter qu'un indépendantiste ne devienne maire de Barcelone.
|                          |                                                                 |           |       |               |        |               |
| Parti                    | Parti                                                           | Voix      | %     | +/-           | Sièges | +/-           |
|                          | Gauche républicaine de Catalogne-Sobiranistes (ERC+BCN–Nova–AM) | 161 189   | 21,37 | 10,36         | 10     | 5             |
|                          | Barcelone en commun (BComú)                                     | 156 493   | 20,74 | 4,47          | 10     | 1             |
|                          | Parti des socialistes de Catalogne (PSC)                        | 138 885   | 18,41 | 8,78          | 8      | 4             |
|                          | Barcelona pel Canvi-Ciudadanos (BCN Canvi–Cs)                   | 99 452    | 13,18 | 2,15          | 6      | 1             |
|                          | Ensemble pour la Catalogne (JxCat)                              | 79 280    | 10,51 | 12,24         | 5      | 5             |
|                          | Parti populaire catalan (PPC)                                   | 37 786    | 5,01  | 3,70          | 2      | 1             |
|                          | Candidature d'unité populaire (CUP)                             | 29 318    | 3,89  | 3,53          | 0      | 3             |
|                          | Barcelone est capitale–Primaries (BCAP–Primàries)               | 28 253    | 3,74  | Nv.           | 0      | en stagnation |
|                          | Vox                                                             | 8 751     | 1,16  | 0,94          | 0      | en stagnation |
|                          | Parti animaliste contre la maltraitance animale (PACMA)         | 6 181     | 0,82  | en stagnation | 0      | en stagnation |
|                          | Les Verts éco-pacifistes (LVEP)                                 | 1 891     | 0,25  | Nv.           | 0      | en stagnation |
|                          | Force citoyenne (FC's)                                          | 1 197     | 0,16  | Nv.           | 0      | en stagnation |
|                          | Unis et Socialistes + Pour la démocratie (Unidos SI–DEF)        | 501       | 0,07  | Nv.           | 0      | en stagnation |
|                          | Sièges en blanc (EB)                                            | 432       | 0,06  | 0,22          | 0      | en stagnation |
|                          | Convergents (CNV)                                               | 379       | 0,05  | Nv.           | 0      | en stagnation |
|                          | Parti communiste du peuple catalan (PCPC)                       | 373       | 0,05  | 0,04          | 0      | en stagnation |
|                          | Parti social-démocrate des retraités européens (PDSJE)          | 313       | 0,04  | Nv.           | 0      | en stagnation |
|                          | Actúa                                                           | 303       | 0,04  | Nv.           | 0      | en stagnation |
|                          | Parti Famille et vie (PFyV)                                     | 215       | 0,03  | Nv.           | 0      | en stagnation |
|                          | Pour un monde un + juste (PUM+J)                                | 195       | 0,03  | Nv.           | 0      | en stagnation |
|                          | Parti libertarien (P-LIB)                                       | 144       | 0,02  | 0,02          | 0      | en stagnation |
|                          | Phalange espagnole (FE-JONS)                                    | 132       | 0,02  | 0,05          | 0      | en stagnation |
|                          | dCIDE (De Centre-gauche espagnol) (dCIDE)                       | 93        | 0,01  | Nv.           | 0      | en stagnation |
|                          | Nous, le Parti de la Régénération Sociale (NPRS)                | 47        | 0,01  | Nv.           | 0      | en stagnation |
|                          | Barcelone, c’est toi (BCN ets tú)                               | 5         | 0,00  | Nv.           | 0      | en stagnation |
|                          | Vote blanc                                                      | 2 635     | 0,35  | 0,56          |        |               |
|                          |                                                                 |           |       |               |        |               |
| Suffrages exprimés       | Suffrages exprimés                                              | 754 443   | 99,80 |               |        |               |
| Votes nuls               | Votes nuls                                                      | 1 540     | 0,20  |               |        |               |
| Total                    | Total                                                           | 755 983   | 100   | -             | 41     | en stagnation |
| Abstention               | Abstention                                                      | 386 461   | 33,83 |               |        |               |
| Inscrits / participation | Inscrits / participation                                        | 1 142 444 | 66,17 |               |        |               |

## Conseil municipal élu
A l'issue de ces élections, les élus de la liste de Barcelone en commun et de celle du Parti des socialistes de Catalogne gouvernent ensemble.

### Liste de Barcelone en commun
| N.º | Nom                   | Attribution                                                                                               |
| --- | --------------------- | --- |
| 1   | Ada Colau Ballano     | Maire |
| 2   | Joan Subirats Humet   | 6e adjoint, chargé de la culture, de l'éducation, de la science et de la communauté                       |
| 3   | Janet Sanz Cid        | 2e adjointe, chargée de l'écologie, de l'urbanisme, des infrastructures et de la mobilité                 |
| 4   | Laura Pérez Castaño   | 4e adjointe, chargée des droits sociaux, de la justice globale, du féminisme et des LGBTI                 |
| 5   | Jordi Martí Grau      | Conseiller à l'économie et aux budgets, auprès du 1er adjoint                                             |
| 6   | Lucía Martín González | Conseillère au logement et à la réhabilitation, auprès de la 4e adjointe                                  |
| 7   | Eloi Badia Casas      | Conseiller à l'urgence climatique et à la transition écologique, auprès de la 2e adjointe                 |
| 8   | Jordi Rabassa Massons | Conseiller à la mémoire démocratique, auprès du 6e adjoint                                                |
| 9   | Marc Serra Solé       | Conseiller aux droits des citoyens, auprès de la 4e adjointe, et à la participation, auprès du 6e adjoint |
| 10  | Gemma Tarafa Orpinell | Conseillère à la santé, au vieillissement et aux soins, auprès de la 4e adjointe                          |

### Liste du Parti des socialistes de Catalogne
| N.º | Nom                         | Attribution |
| --- | --------------------------- | --- |
| 1   | Jaume Collboni Cuadrado     | 1er adjoint, chargé de l'économie, du travail, de la compétitivité et des finances                                                |
| 2   | Laia Bonet Rull             | 3e adjointe, chargée de l'agenda 2030, de la transition digitale, des sports et de la coordination territoriale et métropolitaine |
| 3   | Albert Batlle Bastardas     | 5e adjoint, chargé de la prévention et de la sécurité                                                                             |
| 4   | Montserrat Ballarín Espuña  | Conseillère au commerce, aux marchés, à la consommation, au régime interieur et aux finances, auprès du 1er adjoint               |
| 5   | David Escudé Rodríguez      | Conseiller au sport, auprès de la 3e adjointe                                                                                     |
| 6   | Margarita Mari Klose        | Conseillère à l'enfance, à la jeunesse et aux personnes âgées, auprès de la 4e adjointe                                           |
| 7   | Francesc Xavier Marce Carol | Conseiller au tourisme et aux industries créatives, auprès du 1er adjoint                                                         |
| 8   | María Rosa Alarcón Montañés | Conseillère à la mobilité, auprès de la 2e adjointe                                                                               |

### Liste de la Gauche républicaine de Catalogne
| N.º | Nom                          |
| --- | ---------------------------- |
| 1   | Ernest Maragall i Mira       |
| 2   | Elisenda Alamany i Gutiérrez |
| 3   | Miquel Puig i Raposo         |
| 4   | Montserrat Benedí i Altés    |
| 5   | Jordi Coronas i Martorell    |
| 6   | Eva Baró i Ramos             |
| 7   | Gemma Sendra i Planas        |
| 8   | Max Zañartu i Plaza          |
| 9   | Maria Buhigas i San Jose     |
| 10  | Jordi Castellana i Gamisans  |

### Liste deCiutadans
| N.º | Nom                           |
| --- | ----------------------------- |
| 1   | Manuel Valls Galfetti         |
| 2   | María Luz Guilarte Sánchez    |
| 3   | Celestino Corbacho Chaves     |
| 4   | Eva Parera Escrichs           |
| 5   | Francisco Sierra López        |
| 6   | Maria Magdalena Barceló Verea |

### Liste d'Ensemble pour la Catalogne
| N.º | Nom                        |
| --- | -------------------------- |
| 1   | Joaquim Forn Chiariello    |
| 2   | Elsa Artadi Vila           |
| 3   | Neus Munté Fernàndez       |
| 4   | Ferran Mascarell i Canalda |
| 5   | Albert Civit Fons          |

### Liste du Parti populaire catalan
| N.º | Nom                |
| --- | ------------------ |
| 1   | Josep Bou Vila     |
| 2   | Óscar Ramírez Lara |